# Геологія Азербайджану

Топографічна карта Азербайджану.

Геологія Азербайджану

## Геологічна будова
Територія Азербайджану входить до складу Альпійської складчастої геосинклінальної області і складається зі складчастих систем, що охоплюють східні частини Великого і Малого Кавказу, Куринської западини, яка їх розділяє, а також Середньокаспійської і Південно-Каспійської западин. На північному-сході виділяється накладений Кусаро-Дівичинський прогин, заповнений в основному неоген-четвертинними відкладами. Південніше розташовується мегантиклінорій Великого Кавказу, де широко розвинені відклади мезозою, палеогену і частково — неоген-четвертинні. Вздовж осьової смуги Великого Кавказу виділяється велике підняття — Тфанський антиклінорій, складений нижньо- і средньоюрськими відкладами, прорваними на заході пластовими інтрузіями лужного складу. З нижньоюрськими відкладами Тфанського антиклінорію пов'язана Білокано-Закатальська група мідно-поліметалічних родовищ. На півночі мегантиклінорій Великого Кавказу обмежений Тенгі-Бешбармакським антиклінорієм, складеним крейдовими і юрськими породами. До півдні розташовується Шахдаг-Хизінський синклінорій, виконаний верхньою юрою і крейдою. З півдня Тфанський антиклінорій обмежений Голонним кавказьким насувом, вздовж якого нижньо- і середньоюрські відкладення перекинені і насунені на схід на верхньокрейдяні, а на заході на верхньо-юрсько-нижньокрейдяні відкладення Закатальсько-Ковдагського синклінорію. Південніше Ковдагського синклінорію, вздовж північній околиці Вандамського антиклінорію, простягається Дуруджинська покривна пластина, складена головним чином юрськими породами, насунутими на крейдові утворення вказаного антиклінорію. Вандамський антиклінорій, що є крайовим структурним елементом північного борту Закавказького серединного масиву, занурюється у східному напрямі, а з півдня перекритий четвертинними відкладеннями Алазано-Агрічайської депресії. У його будові важливу роль відіграють вулканогенно-осадові товщі байосу і верхньої крейди, вельми характерні для мезозою Куринської западини і Малого Кавказу. Східніше за меридіан р. Гірдиманчай Вандамський антиклінорій і суміжні структури Великого Кавказу по Західно-Каспійському розлому занурюються під Шемахіно-Кобустанський синклінорій, який біля берегів Каспійського моря занурюється під Апшеронський периклінальний прогин. Для цих структур характерні велика потужність кайнозойських товщ і широкий вияв грязьового вулканізму (загалом в Азербайджані відомо понад 200 грязьових вулканів), наявність брахіморфних і діапірових нафтогазоносних структур. Куринська западина в межах Азербайджану простягається у субширотному напрямку від р. Іорі на заході до Каспійського моря на сході. У будові її бере участь могутня (до 8 км) моласова товща олігоцен-четвертинного віку, що залягає на мезозойсько-палеогеновому комплексі. Доальпійський субстрат западини ступінчасто занурюється в південно-східному напрямку, маючи блокову будову. Всі структури ускладнені насувами, що надають їх лусковидної будови. Дослідженнями встановлено, що структура моласового комплексу Куринської западини не збігається зі структурою домоласових утворень, яка повторює структуру доальпійського фундаменту. Куринська западина на доорогенному етапі розвитку представляла спільно з Вандамським антиклінорієм (Великий Кавказ) на півночі і Сомхіто-Агдамською зоною (Малий Кавказ) на півдні єдиний серединний масив. Східніше Талиш-Вандамського мезозойського виступу тягнеться Нижньокуринський прогин, де потужність осадового чохла перевищує 20 км. Безпосереднє продовження Нижньокуринського прогину на сході — Південно-Каспійська западина, що має гетерогенну будову. У межах Середньокуринського прогину промислово нафтогазоносними є мезозойський і палеогенний комплекси відкладень, а в Нижньокуринському прогині — пліоценові відкладення. Мегантиклінорій Малого Кавказу, маючи складчасто-брилову будову, характеризується помірною складчастістю в периферійних частинах та інтенсивною в центральних. В його межах виділяються:
- Сомхіто-Агдамська,
- Севано-Карабаська (офіолітова),
- Місхано-Кафанська,
- Араксинська
- Талишська тектонічні зони.

Сомхіто-Агдамська зона характеризується кулісоподібно розташованим підняттям, широтними і поперечними прогинами обмеженими флексурами і розломами, складена потужними вулканогенно-осадовими породами мезозою (юра, крейда) та, частково, палеогену. Зі структурами цієї зони країни пов'язані родовища руд заліза, міді, кобальту, алуніту, поліметалів. Південне обмеження зони — Мровдагський глибинний розлом, вздовж якого вона насунута на суміжну Севано-Карабаську зону. З півдня остання обмежена Лачин-Башлибельським глибоким розломом. У будові цієї зони беруть участь вулканогенні і рифові формації юри та нижньої крейди, кременисто-діабазова і карбонатна формації крейди і андезитова формація еоцену, наземно-вулканогенна і субаеральна формації пліоцену і антропогену. У межах зони широко розвинені гіпербазити і палеоген-неогенові кислі інтрузії, з якими пов'язані родовища руд хрому, ртуті, благородних металів і нерудної сировини. Араксинська зона характеризується субплатформним розвитком; в її будові беруть участь відкладення від девону до четвертинних, представлені осадовими і вулканогенними комплексами. Зона складається з Шаруро-Джульфінського актиклінорію, Зангезурського підняття, Ордубадського синклінорію і Нахічеванського накладеного прогину. Еоценове відкладення Зангезурського підняття прорване палеогеновим Мегрі-Ордубадським поліфазним гранітоїдним батолітом, з яким пов'язані мідно-молібденові родовища, прояви поліметалів і благородних металів. Палеозойське відкладення Шаруро-Джульфінського антиклінорія вміщує родовища поліметалічних руд. Талишська зона — це область пізньо-альпійської складчастості, складена малопотужною карбонатною формацією верхньої крейди, флішоїдними породами палеоцену — нижнього еоцену, трахібазальтовою формацією еоцену значної потужності і флішоїдно-теригенною формацією нинього олігоцену. У межах підняття поширені інтрузії габро-тешенітів, есекситів і габро-сієнітів.

## Гідрогеологія
На території Азербайджану в межах передгірської і низовинної зон виділяються декілька артезіанських басейнів, частина з них з прісними і слабомінералізованими підземними водами з природними ресурсами близько 86 400 тис. м3/добу. У Кура-Араксинській низовині підземні води сильномінералізовані, на деякий ділянках з промисловим вмістом йоду і брому. До гірських масивів Великого і Малого Кавказу приурочені невеликі басейни прісних вод; в неогенових відкладах передгір'я Джейранчель, Аджіноур, Кобустан поширені води підвищеної мінералізації, в долинах рік — прісні. У гірській зоні відомо більше тисячі виходів мінеральних вод (в тому числі ґейзерів). Природні ресурси мінеральних вод понад 16 тис. м3/добу.